# Thera purpureobrunnea
Thera purpureobrunnea är en fjärilsart som beskrevs av Edward Alfred Cockayne 1952. Thera purpureobrunnea ingår i släktet Thera och familjen mätare. Inga underarter finns listade i Catalogue of Life.